# World Team Challenge 2019
Il World Team Challenge 2019 si è svolto il 28 dicembre alla Veltins-Arena di Gelsenkirchen.
La competizione si articola in due fasi: una prima gara in mass start e una seconda gara di inseguimento, con distacchi dimezzati. 

## Risultati
| Pos | Atleti                                             | Nazione   | Tempo   |
| --- | -------------------------------------------------- | --------- | ------- |
| 1   | Marte Olsbu Røiseland / Vetle Sjåstad Christiansen | Norvegia  | 32:40,9 |
| 2   | Anastasiya Merkushyna / Dmytro Pidruchnyi          | Ucraina   | +25,7   |
| 3   | Anaïs Bescond / Antonin Guigonnat                  | Francia   | +32,5   |
| 4   | Laura Dahlmeier / Philipp Nawrath                  | Germania  | +33,1   |
| 5   | Dorothea Wierer / Lukas Hofer                      | Italia    | +1:03,4 |
| 6   | Lisa Hauser / Felix Leitner                        | Austria   | +1:03,9 |
| 7   | Lena Häcki / Benjamin Weger                        | Svizzera  | +1:04,3 |
| 8   | Markéta Davidová / Michal Krčmář                   | Rep. Ceca | +1:10,5 |
| 9   | Denise Herrmann / Benedikt Doll                    | Germania  | +1:48,2 |
| 10  | Ekaterina Jurlova-Percht / Matvej Eliseev          | Russia    | +2:50,1 |